# Steelbath Suicide
Steelbath Suicide is het debuutalbum van de Zweedse melodieuze-deathmetalband Soilwork, uitgebracht in 1998 door Listenable Records. Op deze release zitten ze het dichtst bij de Zweedse deathmetal aan met slechts enkele industrial invloeden.
In 2000 bracht Century Media het album opnieuw uit.

## Nummers
| 1.                 | Entering the Angel Diabolique | 2:25 |
| 2.                 | Sadistic Lullabye             | 2:55 |
| 3.                 | My Need                       | 3:42 |
| 4.                 | Skin After Skin               | 3:27 |
| 5.                 | Wings of Domain               | 3:19 |
| 6.                 | Steelbath Suicide             | 2:54 |
| 7.                 | In a Close Encounter          | 2:52 |
| 8.                 | Centro de Predominio          | 2:06 |
| 9.                 | Razorlives                    | 4:24 |
| 10.                | Demon in Veins                | 3:43 |
| 11.                | The Aardvark Trail            | 4:17 |
| Totale duur: 36:04 |                               |      |